# Jukka Koskinen
Pour les articles homonymes, voir Koskinen.
Jukka Koskinen est le bassiste des groupes de metal finlandais Wintersun, Norther, Cain's Offering et Amberian Dawn. Le 28 mai 2021, il est annoncé comme étant le nouveau bassiste du groupe Nightwish, à la suite du départ de Marco Hietala.
Il est né le 16 juillet 1981 à Riihimäki en Finlande.
Ses influences musicales sont Dream Theater, Angra, Mr. Bungle, Testament, Faith No More et Cynic.